# لوسيا فراي
لوسيا فراي (بالبولندية: Łucja Frey-Gottesman)‏ (3 نوفمبر 1889-1942) كانت طبيبة أعصاب بولندية، اشتهرت بوصف المتلازمة التي سميت فيما بعد باسمها. كانت واحدة من أوائل أطباء الأعصاب الإناث في أوروبا. ماتت فراي أثناء محرقة اليهود في عام 1942 في حي لاوو اليهودي. توفيت عن عمر يناهز 53 عاماً.

## حياتها
ولدت لوسيا فراي في 3 نوفمبر عام 1889 في لاوو، التي كانت آنذاك جزءاً من الإمبراطورية النمساوية المجرية، بصفتها ابنة مقاول البناء سيمون سيمشا فراي وزوجته دينا ني وينرب كانت فراي وعائلتها يهودا. التحقت بمدرسة ابتدائية مسيحية بين عامي 1896 و1900. تخرجت من مدرسة فرانسيسك جوزيف الثانوية كطالبة خارجية في عام 1907. بعد التخرج، درست الرياضيات والفلسفة على يد الأستاذ ماريان سمولوشوفسكي (1872-1917). كانت طالبة في كلية الفلسفة من 1907 إلى 1912، لكن بعد خمس سنوات انتقلت إلى وارسو وبدأت في دراسة الطب.
درست فراي الطب من عام 1918 إلى عام 1923 وحصلت على دبلومها الطبي في 2 يونيو 1923. توقفت دراستها لمدة عام بسبب الحرب البولندية الأوكرانية. بعد التخرج، واصلت عملها كمساعد كبير للأستاذ كازيميرز أورزيوفسكي في عيادته العصبية بوارسو. في نهاية عام 1928، غادرت وارسو للعودة إلى لاوو وتزوجت من محام يدعى مردخاي (ماريك) جوتسمان (1887 في كومارنو - 1941). في مايو عام 1929 عملت في عيادة للأعصاب في لاوو في شارع رابابورتا كنائب كبير المستشارين. أنجبت ابنتها دانوتا، في عام 1930.
بعد الغزو السوفيتي لبولندا في 19 سبتمبر 1939، وما تلا ذلك من احتلال لوو، اتُهم مارك غوتسمان بالقيام بأنشطة معادية للثورة، وتم اعتقاله من قِبل وكالة الشرطة السرية في الاتحاد السوفيتي السابق، ولا شيء معروف بعد هذه النقطة. في عام 1941، وتحت الاحتلال الألماني للاوو، أُعيد توطين لوسيا فراي في الحي اليهودي وأجبرت على العمل في غيتوبوليكلينيك في زامارستينوفسكا 112. ربما قُتلت مع مرضاها أثناء تصفية الحي اليهودي في أغسطس عام 1942 أو بعد وقت قصير من ترحيلهم إلى معسكر إبادة بلزيك. لا يوجد أي دليل على أنها، أو أي من أقاربها، نجوا من القتل.
هناك الكثير من الشكوك حول حياتها. وفقاً لشهادة ياد فاشيم لهيدوا بلات، صهر فراي، كان لدى لوسيا ومارك ابناً اسمه جاكوب، ولد في عام 1919. ومع ذلك، لا توجد مصادر أخرى تدعم هذه الأطروحة ويجد كاتب سيرة فري أنه أمر غير مرجح.

## التقدير
حتى عام 2004، لم تكن توجد سوى سيرة ذاتية قصيرة عن حياة لوسيا فري باللغة البولندية، السويدية  والإنجليزية. كررت هذه المنشورات الحقائق المجزأة والنادرة من الدراسة الكلاسيكية لكتاب يوفيميوس هيرمان حول أطباء الأعصاب البولنديين. نشرت حقائق جديدة عن حياتها المأساوية في سيرة ميريام مولتريخت. ومع ذلك غالبًا ما يتم حذف اسم فري أو إملائه (باسم «لوساي»  أو «لوسي») في العديد من الكتب المدرسية والقواميس. في بعض الأحيان كان يُعطى تاريخ ولادة وموت الطبيب النمساوي ماكسيميان روبرت فرانز فون فراي (1852-1932) على أنه لها عن طريق الخطأ.

## أعمالها
منشورات فراي عن متلازمة الشفق العصبي معروفة على نطاق واسع باسم متلازمة فراي، وقد نشرت عام 1932 في مجلة بولندية تدعى بولسكا غازيتا ليكارسكا، وفي وقت لاحق من ذلك العام، نشرت في مجلة فرنسية تدعى مجلة ريفو العصبية.
لم تكن فراي الطبيبة الوحيدة التي نشرت عن هذه الأعراض. لقد سبق فراي في وصفها كل من كاستريمسكي في عام 1740، ودوفينيكس عام 1757 وبارتيز عام 1806 ودوبوي عام 1816  براون سكوارد عام 1849 هينل عام 1855 بيرارد 1855 بيرغانهاو سنة 1859. قام كل من براون وهينل بالإبلاغ عن الأعراض التي لاحظوها. كل هذه الملاحظات تفتقر إلى عرض ورؤية واسع من علم التشريح، وعلم الأمراض،  والآلية الدقيقة للتعرق العضدي. يعتبر مقال لوسيا فراي «بروباساديك زيسبولو نيرواوسوزنو سكرونيوإيغو» (متلازمة عصب الأوريكولو- تمبورا) أول وصف من هذا القبيل لهذه الظاهرة. وكانت فراي أول من أدرك هذه المتلازمة كاضطراب من كل من الناحية الداخلية المتعاطفة وشبه المتعاطفة
قدمت «متلازمة فراي» إلى الأدب الطبي من قبل هنريك هيغير في عام 1926[31] وفي عام 1932 من قبل باسو 
واعترافاً بالأوصاف السابقة لهذه المتلازمة، يطلق عليها أيضًا أحياناً بمتلازمة بايلغر، أو متلازمة فراي-بايلغر، أو متلازمة دوبوي.
وإلى جانب هذا العمل الهام، نشرت فراي بعض الأبحاث عن آثار السموم النباتية على انحلال النخاع الشوكي، طبوغرافيا جذع الدماغ، التصلب الجانبي الضموري، مفاصل الشاركو، تمدد الأوعية الدموية في الضفيرة من النخاع، الخراجات من البطينين الدماغ، أورام الانسداد، أورام الفص الأمامي والأورام الرجعية.